# Prida sechellensis
Prida sechellensis is een spinnensoort in de taxonomische indeling van de Dwergcelspinnen (Oonopidae).
Het dier behoort tot het geslacht Prida. De wetenschappelijke naam van de soort werd voor het eerst geldig gepubliceerd in 1979 door P. L. G. Benoit.